# Астерия
Астерия (на старогръцки: Ἀστερία, „звездна“) в древногръцката митология е богиня, част от титаните от второ поколение. Дъщеря е на титаните от първо поколение Койос и Феба и сестра на богинята Лето.
Името на богинята е, според легендите, и първоначалното име на град Делос, а на едноименния остров се приписва и името Ортигия. Свързана е с легендите за „появата“ на острова, който е един от Цикладските острови и е смятан за родина на боговете-близнаци Аполон и Артемида, които са деца на Зевс, бога-гръмовержец от Лето (Латона). Според митологията, остров Делос първоначално е подводна скала, която в един момент изниква от водата и взема да плува из морето, тъкмо навреме, защото бременната богиня, междувременно е била наказана от Хера, съпругата на Зевс да няма нито едно място вече установено неподвижно преди това, където да може да роди. Богът на моретата Посейдон застопорява плаващия остров. Така подходящо място все пак се намира, а то е всъщност превърналата се по-рано в камък и останала дълго под водата Астерия, с която това се случва за да се избави от похотта на Зевс. За тях се твърди също, че докато е преследвана от него, той е преобразен в орел, а тя приема формата на пъдпъдък и се хвърля в морето, изплувайки после като плаващ остров, наречен на птицата (ортигия/ортукс).
Във версията на мита, предадена от Нон в поемата „Дионисиака“ Посейдон е този, който гони богинята за да я изнасили. Според друга легенда, Зевс успява да я обладае, след което тя става от него майка на богинята на мрака и чародействата (магиите) – Хеката, а Зевс урежда сватбата ѝ с Перс – също титан, но син на Крий и Еврибия, и представян и като биологичен родител на Хеката. Според Калимах, Астерия е просто падаща звезда, която след попадането си в морето става остров. От друга страна Калимах вероятно е и авторът на класическата история за Астерия и преследващият я Зевс, тъй като той практически липсва у по-ранните автори.